# Reprezentacja Grecji na Mistrzostwach Świata w Wioślarstwie 2009
Reprezentacja Grecji na Mistrzostwach Świata w Wioślarstwie 2009 liczyła 13 sportowców. Najlepszym wynikiem było 1. miejsce w dwójce podwójnej wagi lekkiej kobiet.

## Medale

### Złote medale
dwójka podwójna wagi lekkiej (W2x): Christina Jazidzidu, Aleksandra Tsiawu

### Srebrne medale
jedynka wagi lekkiej (LM1x): Wasilis Polimeros

### Brązowe medale
dwójka bez sternika (M2-): Nikolaos Gundulas, Apostolos Gundulas

## Wyniki

### Konkurencje mężczyzn
- jedynka (M1x): Janis Christu – 8. miejsce
- jedynka wagi lekkiej (LM1x): Wasilis Polimeros – 2. miejsce
- dwójka bez sternika (M2-): Nikolaos Gundulas, Apostolos Gundulas – 3. miejsce
- dwójka podwójna wagi lekkiej (LM2x): Jeorjos Konsolas, Dimitris Mujos – 7. miejsce
- czwórka bez sternika (M4-): Janis Tsamis, Sterjos Papachristos, Jeorjos Dzialas, Pawlos Gawriilidis – 10. miejsce

### Konkurencje kobiet
- jedynka wagi lekkiej (LW1x): Triantafyllia Kalampoka – 7. miejsce
- dwójka podwójna wagi lekkiej (W2x): Christina Jazidzidu, Aleksandra Tsiawu – 1. miejsce